# 世界超級摩托車錦標賽
世界超級摩托車錦標賽（英語：Superbike World Championship，简称SBK、WSB、WSBK）於1988年創立，是一個世界性的超級摩托車比賽，跟MotoGP不同之處在於本錦標賽使用的摩托車必須是量產型的車輛。世界超級摩托車錦標賽傳統在歐洲舉行，美國、加拿大、澳洲、紐西蘭、日本、馬來西亞、俄羅斯、南非等賽站隨後亦陸續加入。

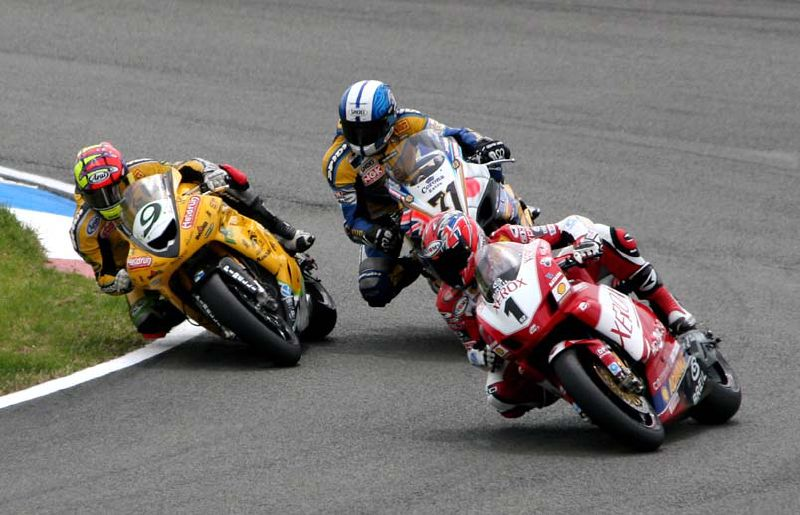
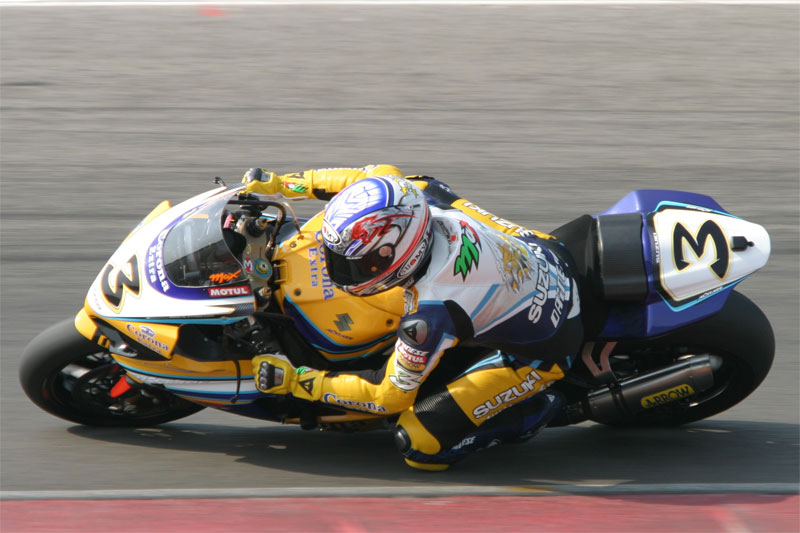
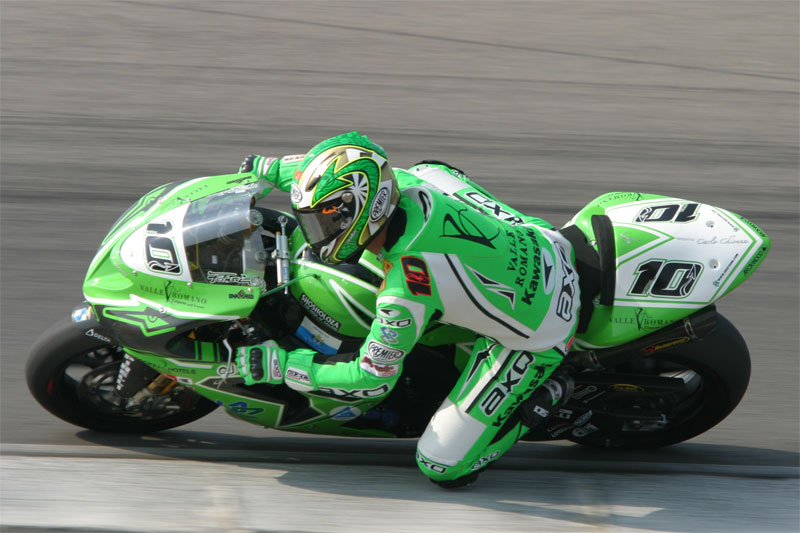

## 外部連結
- 官方网站